# Gavúnek madagaskarský
Gavúnek madagaskarský (Bedotia madagascariensis) je paprskoploutvá ryba z čeledi gavúnkovití (Bedotiidae). Vyskytuje se endemicky v dolních tocích potoků a řek na východním pobřeží Madagaskaru, v oblasti přibližně vymezené řekou Ivoloina na severu a potokem Manambolo na jihu. Jedná se o oblíbenou akvarijní rybu, která byla mnoho let chována určená nesprávně jako Bedotia geayi.